# Pfarrkirche Mutterschaft Mariens (Frauental an der Laßnitz)

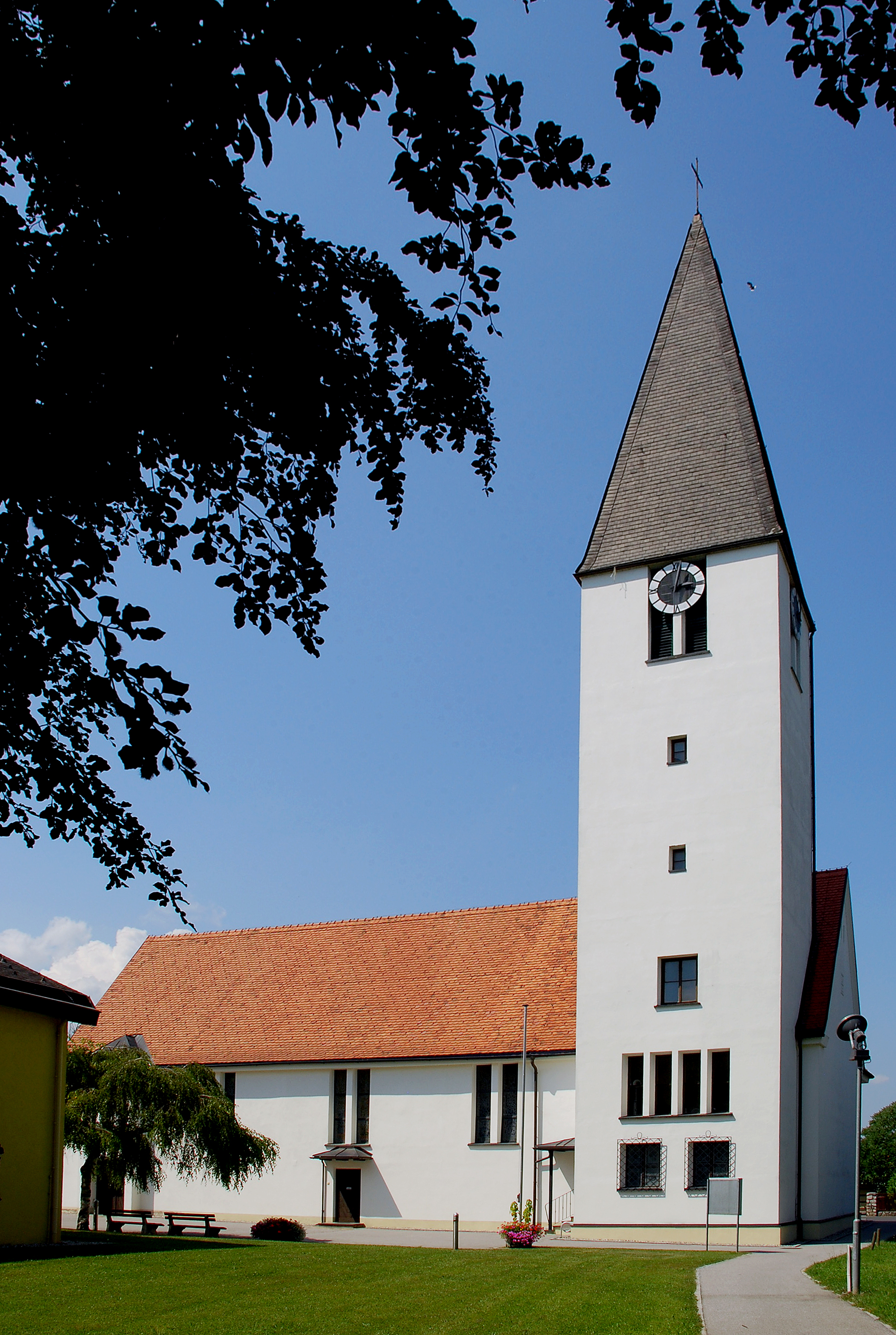
Kath. Pfarrkirche Mutterschaft Mariens in Frauental an der Laßnitz

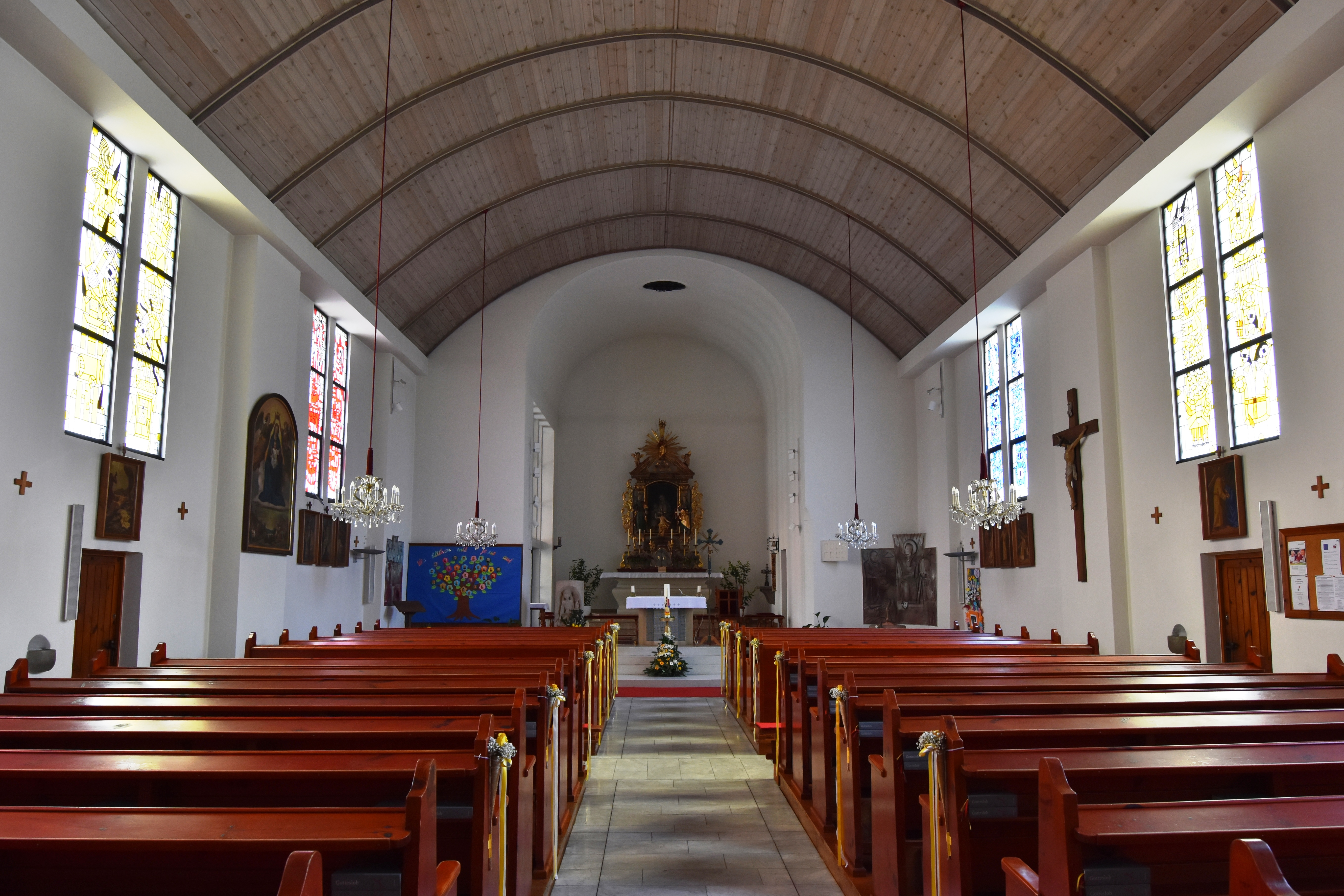
Der Innenraum der Kirche

Die römisch-katholische Pfarrkirche Frauental an der Laßnitz steht in der Marktgemeinde Frauental an der Laßnitz im Bezirk Deutschlandsberg in der Steiermark. Die auf die Mutterschaft Mariens (mit dem Hochfest am 1. Jänner) geweihte Pfarrkirche gehörte bis Ende August 2018 zum dann aufgelösten Dekanat Deutschlandsberg der Diözese Graz-Seckau, seit Auflassung dieses Dekanates liegt sie im Seelsorgeraum Südweststeiermark. Die Kirche steht unter Denkmalschutz

## Geschichte
Die Kirche wurde 1954 nach den Plänen des Architekten Karl Lebwohl erbaut und am 1. Juli 1958 zur Pfarrkirche erhoben.

## Beschreibung
Der Altar aus der Mitte des 17. Jahrhunderts stand ursprünglich in der Brucker Spitalskirche. Das Altarblatt zeigt Maria mit Kind und wurde gegen Ende des 16. Jahrhunderts gemalt. Das Wangenornament stammt aus dem ersten Viertel des 18. Jahrhunderts. Auf dem Altar stehen weiters zwei Heiligenstatuen aus der ersten Hälfte des 18. Jahrhunderts welche aus Osterwitz hierher überstellt wurden. Weiters findet man in der Kirche zwei von Wilma Schalk-Niedermayer in den Jahren 1955/56 gestaltete Keramikreliefs. Taufbecken und Bodenkanzel wurden 1984 vom Bildhauer Alfred Schlosser gestaltet.

## Orgel

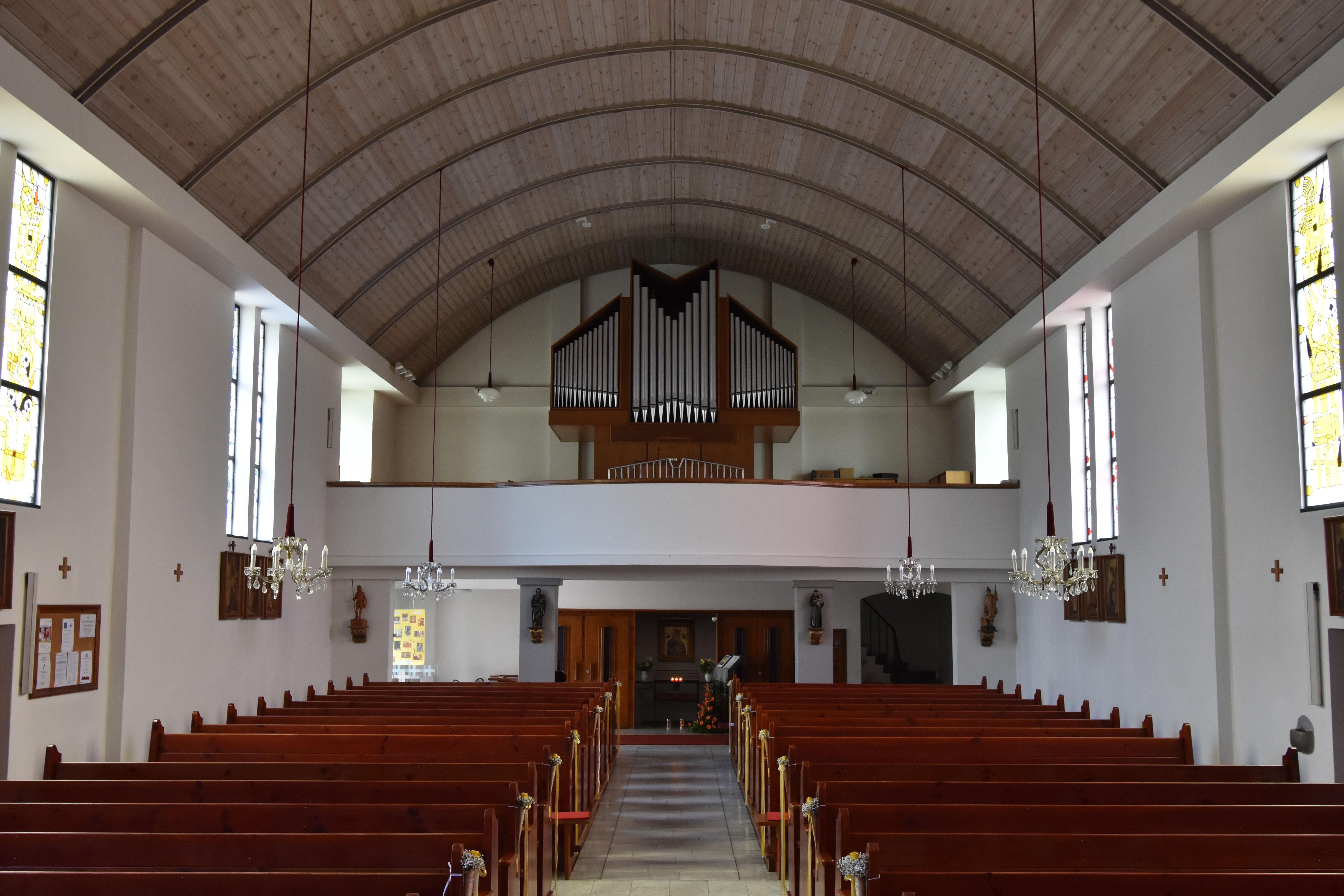
Innenansicht Richtung Orgelempore

Die Orgel wurde 1960 von Orgelbau Pirchner gebaut und verfügt über zwölf Register sowie mechanische Spiel- und Registertrakturen. Sie wurde 2016 restauriert.
| I Hauptwerk C–g3 |    |
| Prinzipal        | 8′ |
| Rohrflöte        | 8′ |
| Oktav            | 4′ |
| Mixtur III-IV    | 2′ |

| II Nebenwerk C–g3 |       |
| Gedackt           | 8′    |
| Weidenpfeife      | 8′    |
| Prästant          | 4′    |
| Flöte             | 4′    |
| Prinzipal         | 2′    |
| Nasard            | 1 ⁄3′ |

| Pedal C–f1 |     |
| Subbass    | 16′ |
| Flötenbaß  | 8′  |

- Koppeln: II/I, I/P, II/P

Anmerkungen
1. ↑  repetiert in die Unteroktave

## Glocken
Das Geläute der Pfarrkirche von Frauental an der Laßnitz besteht aus vier Glocken. Sie wurden im Jahre 1962 von der Glockengießerei Grassmayr aus Innsbruck gegossen und erklingen in den Tönen dis1, fis1, gis1, h1. Alle Glocken hängen in einem Holzglockenstuhl an Holzjochen mit Gewichten. Die Wartung übernimmt die Firma Perner aus Passau.